# Coalsnaughton
Coalsnaughton (gael. Caolas Neachdainn) è una città del Regno Unito in Scozia, nel Clackmannanshire.